# Ciudad vieja de Gaza

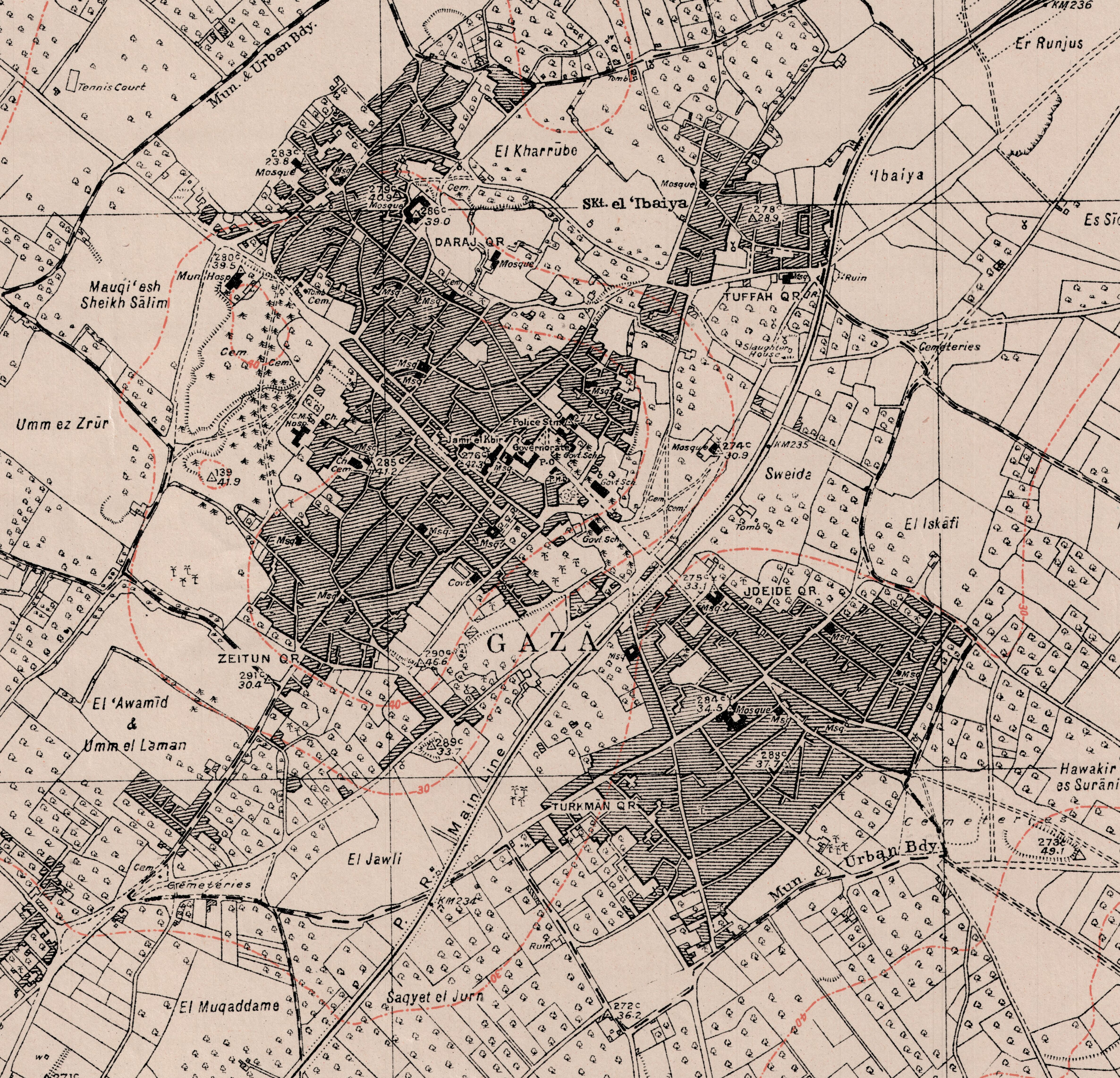
Ciudad vieja de Gaza en 1931 (Survey of Palestine).

La ciudad vieja de Gaza es el centro histórico de la ciudad de Gaza, en la Franja de Gaza. Durante gran parte de la historia documentada, ha sido la ciudad costera más meridional de la región de Palestina, ocupando una posición estratégica en la antigua ruta comercial de la Vía Maris, entre Egipto y el Levante. A lo largo de su historia, Gaza ha estado gobernada por varios imperios, como el filisteo, el egipcio, el asirio, el babilónico, el romano y el otomano. Tras los bombardeos israelíes durante el actual conflicto entre Gaza e Israel , en 2024 se ha descrito la ciudad vieja como «un vasto campo de ruinas».

## Geografía
La antigua Gaza está situada a unos 5 km al este de la costa moderna, a medio camino entre el Wadi al-
Hasi y el Wadi Gaza. Consiste en un montículo bajo de unos 10 m de altura y una superficie aproximada de 100 ha. Gaza ha estado ocupada ininterrumpidamente desde la antigüedad por lo que la ciudad vieja se superpone a los restos antiguos. La expansión urbana fuera de las murallas del casco viejo desde la época del mandato británico ha extendido la ciudad moderna de Gaza hasta 5 km al oeste, hacia el mar y sobre el antiguo puerto de Blakhiyah, y 1,5 km al este, hasta el sitio antiguo de Tell Ali Muntar, y a unos 2 km al norte hasta enlazar con el campo de refugiados de Jabalia. Al sur, Gaza sigue estando relativamente poco desarrollada pero el ayuntamiento ha empezado a ampliar los límites municipales sobre áreas de tierras de cultivo y dunas de arena. El extremo occidental de Gaza está construido sobre amplias zonas de antiguas dunas de arena compactada que cubren la región costera desde Tel Aviv hasta Rafah en el sur. Las dunas de arena pueden alcanzar hasta 20 m de altura. Bajo las dunas, el tipo de suelo característico es un suelo arenoso de color marrón rojizo, que es relativamente fértil.

## Historia
Los orígenes de la ciudad se remontan a 3000 años a. C., cuando fue fundada por los cananeos. Gaza adquirió importancia por su ubicación en la ruta comercial de la Vía Maris, que une África y Asia, y era un centro neurálgico para comerciantes y viajeros. Al igual que el resto de la región, cayó bajo el control de los imperios egipcio, asirio y persa. Alejandro Magno capturó la ciudad en 332 a. C. tras un asedio en el que murieron la mayoría de sus habitantes. La zona cambió varias veces de manos entre los dos sucesivos reinos griegos, los seléucidas de Siria y los ptolomeos de Egipto, con una batalla especialmente notable en 312 a. C., hasta que fue asediada y tomada por los asmoneos en 96 a. C.. La ciudad fue reconstruida por el general romano Pompeyo y mantuvo su prosperidad durante toda la época romana, recibiendo concesiones de varios emperadores. Durante este periodo creció como centro para el comercio de especias y perfumes.
San Porfirio inició y llevó a cabo la conversión de la ciudad al cristianismo, y destruyó sus ocho templos paganos entre 396 y 420 d. C. Gaza fue conquistada por el general musulmán Amr ibn al-As en 637 d. C. y la mayoría de los gazatíes adoptaron el Islam durante los primeros tiempos del dominio musulmán. Los cruzados arrebataron el control de Gaza a los fatimíes en 1100, pero fueron expulsados por las fuerzas de Saladino en una batalla en 1239. La ciudad fue destruida durante las incursiones mongolas en Palestina; fue el punto de conquista más meridional de los mongoles. A finales del siglo XIII, Gaza estaba en manos de los mamelucos, que la convirtieron en capital regional. Bajo los otomanos, la ciudad siguió siendo la capital regional del sanjacado de Gaza y vivió una época dorada bajo la dinastía Ridwan, entre 1560 y 1690. La vecina Egipto dominó Gaza culturalmente desde principios del siglo XIX; Muhammad Ali de Egipto la conquistó junto con la mayor parte de Palestina en 1832. Durante la Primera Guerra Mundial en 1917, las fuerzas británicas fueron derrotadas por los otomanos en la primera y segunda batalla de Gaza. El general Edmund Allenby, al frente de las fuerzas aliadas, conquistó finalmente Gaza en una tercera batalla.
La ciudad se expandió fuera de la zona de la ciudad vieja durante el siglo XX. Desde octubre de 2023, gran parte de la ciudad vieja fue destruida por los bombardeos israelíes durante el actual conflicto entre Gaza e Israel.

## Barrios
La ciudad vieja de Gaza está dividida en cuatro barrios principales, algunos de los cuales tienen subdivisiones. Tres de estos barrios -Tuffah, Daraj y Zeitún- estaban situados dentro de las murallas de la ciudad antigua, mientras que el barrio sureste, Shujaiya, se desarrolló más tarde, principalmente fuera de sus murallas:
- Daraj («las escaleras»): situado en el oeste-noroeste, es la parte más antigua de la ciudad, a veces denominada la ciudad vieja de Gaza propiamente dicha. Es conocido por sus calles estrechas y sus casas tradicionales. Se asienta sobre una colina a unos 20 metros por encima de la llanura circundante y otras partes de la ciudad. Es probable que su nombre se deba a las escaleras que conducían a él o a la sensación de estar subiendo escaleras al acercarse a la zona.[6]
- Zeitún («los olivos»): situado en el sur-suroeste, este barrio debe su nombre a sus históricos olivares. Es el barrio más grande dentro de las antiguas murallas de la ciudad. En él se encuentra la iglesia de San Porfirio. El caravasar medieval Khan az-Zayt formaba la frontera histórica entre el barrio de Zeitún y el barrio de Daraj; fue demolido bajo el mandato de Cemal Bajá durante los últimos años del dominio otomano y sustituido por una carretera que pasó a llamarse calle Omar Mukhtar y que forma el límite entre los dos barrios.[6]
- Tuffah («la manzana»): situado en el nor-noreste. La parte sur de este barrio, llamada ad-Dabbäghah, era históricamente el barrio de los curtidores, que estaba situado cerca del matadero de la época otomana.[6]
- Shujaiya: este barrio del sureste, que se desarrolló durante la Edad Media, se encuentra en su mayor parte fuera de las antiguas murallas de la ciudad. Su ubicación fuera de las murallas le permitió expandirse significativamente, llegando a superar en tamaño al barrio de Zeitún. El barrio se divide en dos partes: al-Yudaydah (también conocido como Saja'iyyat al-Akrād, o «Saja'iyyah de los kurdos») en el noreste y at-Turkmän en el sur.[6]

## Arquitectura y monumentos destacados
El casco antiguo de Gaza es famoso por sus monumentos arquitectónicos, muchos de los cuales datan de los periodos mameluco y otomano. El denso tejido urbano incluye mezquitas, iglesias, baños y mercados que muestran una mezcla de estilos arquitectónicos bizantino, mameluco y otomano. A pesar del desarrollo moderno, la ciudad vieja conserva muchos elementos de su trazado histórico.
- Gran Mezquita de Gaza (Mezquita de Al-Omari): originalmente una iglesia bizantina, convertida en mezquita durante el periodo islámico.[1] El 4 de diciembre de 2023, la mezquita fue prácticamente destruida en un ataque aéreo del ejército israelí, que afirmó que el sitio se había convertido en un centro de mando de Hamás, si bien esta afirmación no pudo ser verificada de forma independiente y el ejército israelí no respondió a una solicitud de pruebas. Gran parte de la mezquita quedó reducida a escombros, el edificio ya no tiene techo, y la parte superior del minarete fue arrancada. La arcada de piedra construida por los mamelucos sobrevivió en parte.[7]
- Iglesia de San Porfirio: iglesia de la época bizantina que sirve a la comunidad ortodoxa griega local.[1] El 20 de noviembre de 2023, fue alcanzada por un bombardeo israelí que la dañó parcialmente y destruyó un edificio anexo en el que murieron 18 personas que allí se habían refugiado.[8]
- Mezquita Sayed al-Hashim: se dice que contiene la tumba de Hashim ibn Abd al-Manaf, bisabuelo de Mahoma que murió en Gaza.[1]
- Hamam al-Sammara: casa de baños tradicional del periodo mameluco.[1]Fue reducida a escombros por un bombardeo israelí en diciembre de 2023, en los primeros meses de la guerra Israel-Gaza.[9][10]
- Qasr al-Basha (fuerte Napoleón): palacio otomano donde se dice que se alojó Napoleón Bonaparte.[1]Fue completamente destruido por bombardeos israelíes a principios de enero de 2024, durante la guerra Israel-Gaza de 2023-2025.[11][12]
- Zoco Al-Qaisariya (mercado o zoco del oro): mercado histórico especializado en oro y joyas.[1] Durante los tres primeros meses de la guerra Israel-Gaza de 2023-2025, el mercado fue alcanzado por dos bombardeos que le causaron importantes daños, seguidos por un brutal ataque en julio de 2024 que lo destruyó por completo.[13]
- Murallas de la ciudad vieja: restos de las fortificaciones que una vez rodearon la ciudad.[1]

## Galería

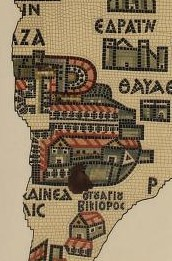
Gaza en el Mapa de Madaba, siglo VI.
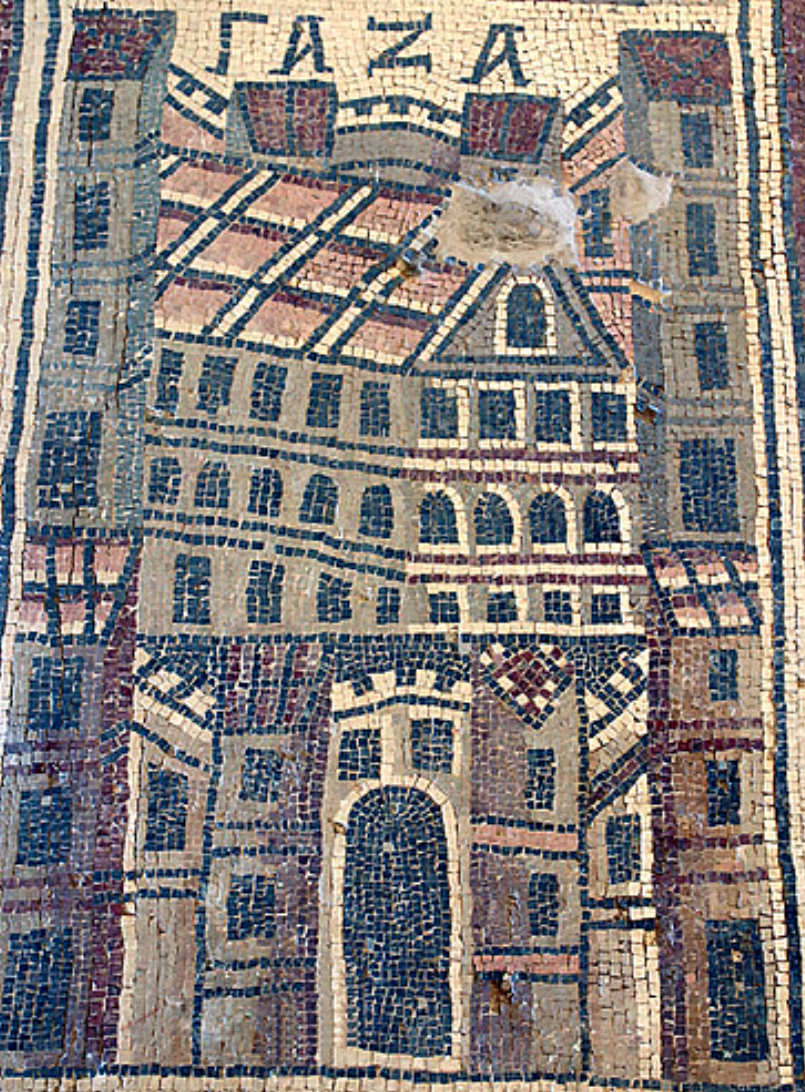
Gaza en los Mosaicos de Um er-Rasas, siglo VIII.
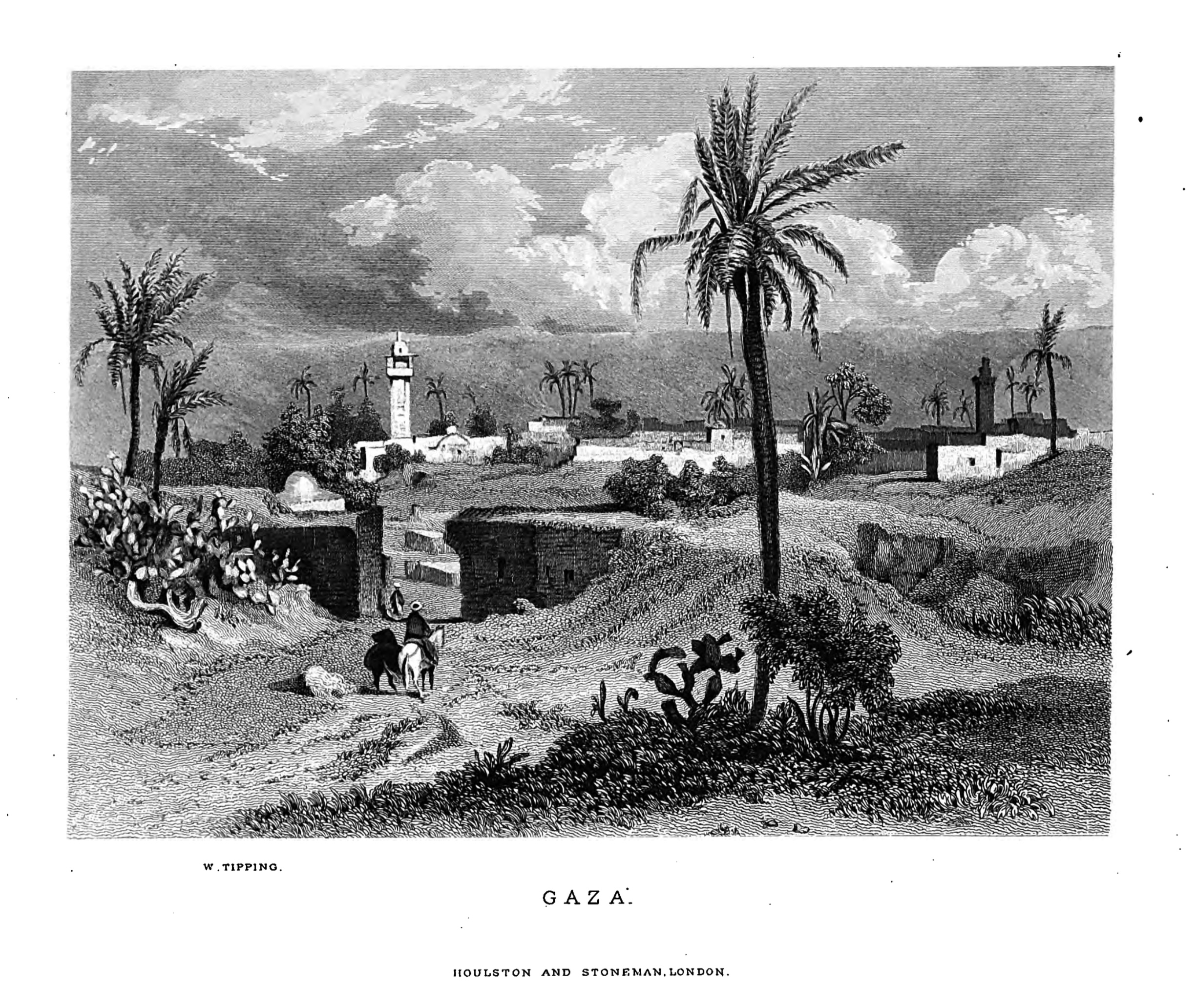
Gaza en un dibujo de William Tipping, 1840.
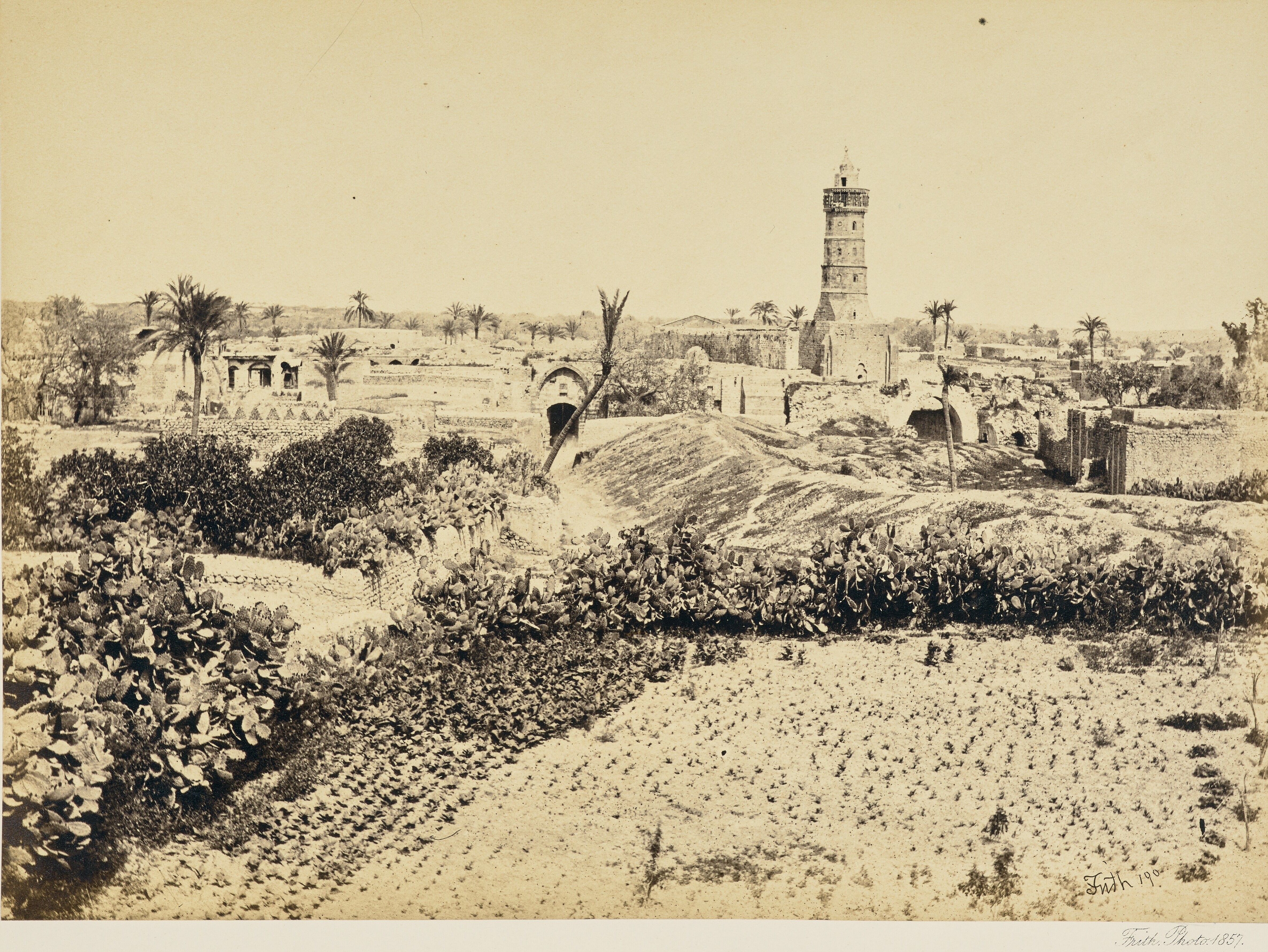
Fotografía del centro histórico de Gaza por Francis Frith, 1857.
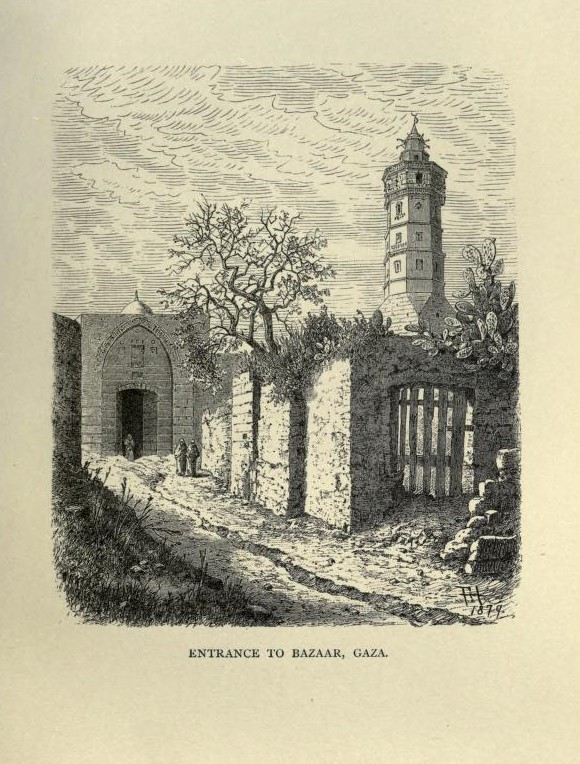
Entrada al bazar, 1879.
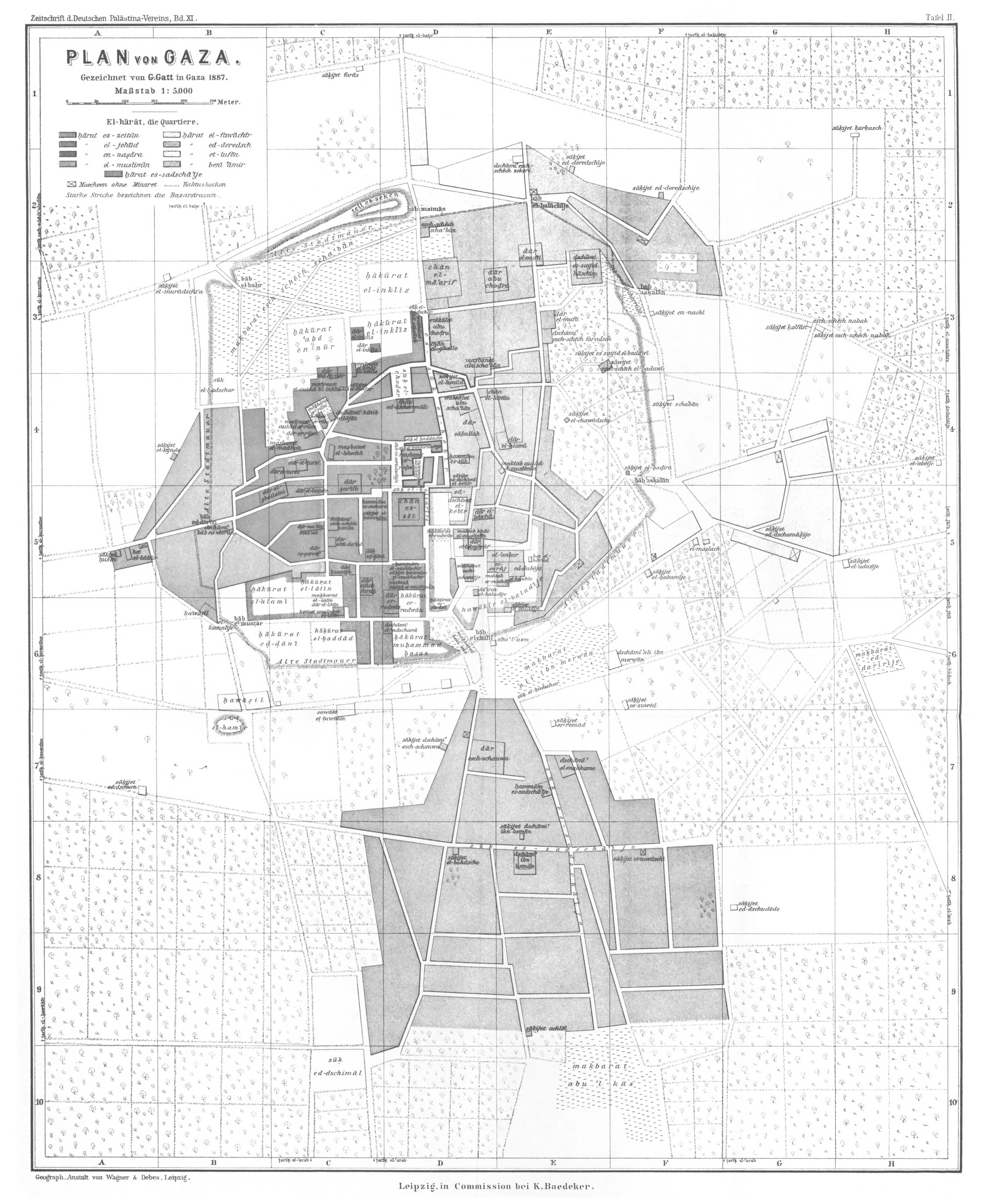
1887-88, mapa de gaza por Georg Gatt 1–5000.